# Vaja Uzakov
 Vaja Uzakov (nacido el 4 de junio de 1988) es un tenista profesional uzbeko.

## Carrera
Su mejor ranking individual es el N.º 698 alcanzado el 7 de junio de 2010, mientras que en dobles logró la posición 316 el 11 de agosto de 2008.
No ha logrado hasta el momento títulos de la categoría ATP ni de la ATP Challenger Tour, aunque sí ha obtenido varios títulos Futures tanto en individuales como en dobles.